# Theodorus II (exarch)
Theodorus II  was exarch van Ravenna van ca.677 tot 687. Als exarch had hij niet alleen politieke macht, maar ook militaire en religieuze. Hij was de vertegenwoordiger van keizer Constantijn IV. Het was een man van de verzoening.

## Context
Sinds 666 was er een schisma ontstaan tussen het aartsbisdom Ravenna en de paus van Rome, in dezer was de paus ondergeschikt. Na het Concilie van Constantinopel III (680-681) kwam er een langzame dooi en werd de periode tussen de voorstelling van de nieuwe paus en zijn beëdiging korter.
Ook met Longobardische koning Perctarit werden de plooien glad gestreken.